# Claudette Maillé
Pour les articles homonymes, voir Maillé.
Claudette Maillé (née le 11 novembre 1964 à Mexico) est une actrice mexicaine.

## Filmographie

### Cinéma
- 1991 : Uniquement avec ton partenaire d'Alfonso Cuarón
- 1999 : Les Épices de la passion d'Alfonso Arau : Gertrudis
- 2000 : Avant la nuit de Julian Schnabel
- 2007 : Brûler les ponts de Francisco Franco Alba : Eugenia

### Télévision
- 2010-2012 : Capadocia : Mónica Acosta
- 2014 : Camelia la Texana : Rosaura Pineda
- 2018 : La casa de las flores : Roberta Sanchez
- 2018 : Un extraño enemigo (série télévisée) :

## Récompenses
- Prix Ariel 1992 : meilleur second rôle féminin dans Les Épices de la passion
- Prix Ariel 1994 : meilleure actrice pour son rôle dans Novia que te vea